# Tycho Vestergren
Jacob Tycho Conrad Vestergren, född 11 december 1875 i Bro socken, Gotland, död 19 april 1930 i Stockholm, var en svensk lärare och botaniker.
Tycho Vestergren var son till skräddaren Carl Johan Vestergren och Margareta Charlotta Lundgren. Han avlade mogenhetsexamen i Visby 1895 och blev filosofie licentiat vid Uppsala universitet 1909. Han var 1901–1908 amanuens vid Stockholms högskolas botaniska institut samt var från 1911 adjunkt i biologi och kemi vid Jakobs (från 1926 Vasa) realskola i Stockholm. Åren 1926–1927 var han regnellsk amanuens vid Riksmuseets botaniska avdelning. Han företog, huvudsakligen i botaniskt syfte, vidsträckta resor inom Europa. Vestergren ägnade sig tidigt åt undersökningar rörande svampar, särskilt studerade han Fungi imperfecti samt rostsvampar och askomyceter. Av hans mykologiska skrifter märks Bidrag till kännedomen om Gotlands svampflora (1896), Anteckningar till Sveriges ascomycetflora (1897), Zur Pilzflora der Insel Oesel (1903) och Monographie der auf der Leguminosen-Gattung Bauhinia vorkommenden Uromyces-Arten (1905). I 72 delar utgav Vestergren, som blev en internationellt berömd svampforskare, det stora exsickatverket Micromycetes rari ores selecti præcipue scandinavici (1899–1914), innehållande 1.800 olika svamparter. Sin mångsidighet visade han genom arbeten även inom floristik, växtgeografi, biologi med mera. Vestergren var redaktör för Svensk botanisk tidskrift tillsammans med Otto Rosenberg 1908–1912 och ensam 1913–1917. Efter honom har svampsläktet Vestergrenia fått sitt namn. Tycho Vestergren är begravd på Bro kyrkogård.